# Rechnungshof des Saarlandes
Der Rechnungshof des Saarlandes ist eine oberste Landesbehörde und mit der Haushaltsprüfung der saarländischen Landesregierung, der Ministerien und staatlichen Betriebe befasst. Er hat seinen Sitz in Saarbrücken. Die Mitglieder des Rechnungshofes genießen richterliche Unabhängigkeit.

## Rechtsgrundlagen
Der Rechnungshof des Saarlandes wurde mit Verabschiedung der Verfassung des Saarlandes am 15. Dezember 1947 gegründet. Seine Aufgaben wurden 1971 im „Gesetz über den Rechnungshof des Saarlandes“ (kurz: Rechnungshofgesetz, RHG) präzisiert, weitere Aufgaben finden sich zudem in der „Haushaltsordnung des Saarlandes“.

## Aufgaben
Hauptaufgabe des Rechnungshofs des Saarlandes ist die Prüfung der Haushalts- und Wirtschaftsführung des Landes einschließlich seiner Sondervermögen und Betriebe. Den Umfang legt der Rechnungshof dabei selbst fest und kann auch auf Hinweise seitens Dritter eine Prüfung durchführen. Daneben berät er den Landtag, die Landesregierung und die Ministerien in Bezug auf Einsparmöglichkeiten oder zur Verbesserung organisatorischer Abläufe. Einmal im Jahr veröffentlicht er daneben den Jahresbericht.

## Organisation
Der Rechnungshof des Saarlandes wird von einem Präsidenten geleitet, der wiederum von einem Vizepräsidenten vertreten wird. Unterstützt wird er dabei von der Präsidialabteilung. Die Prüfaufgaben werden von fünf Prüfungsabteilungen (S, I–IV) durchgeführt; die Abteilungsleiter der Abteilungen bilden zusammen mit dem Präsidenten das entscheidungsbefugte Kollegium.

## Präsidenten
- 1968–1973: Karl Waltzinger
- 1974–1985: Eduard Jakobs
- 1985–2000: Roman Schmit
- 2003–2013: Manfred Plaetrich
- 2013–2021: Klaus Schmitt
- seit Mai 2021: Annette Groh